# الطاقة الشمسية في الجزائر

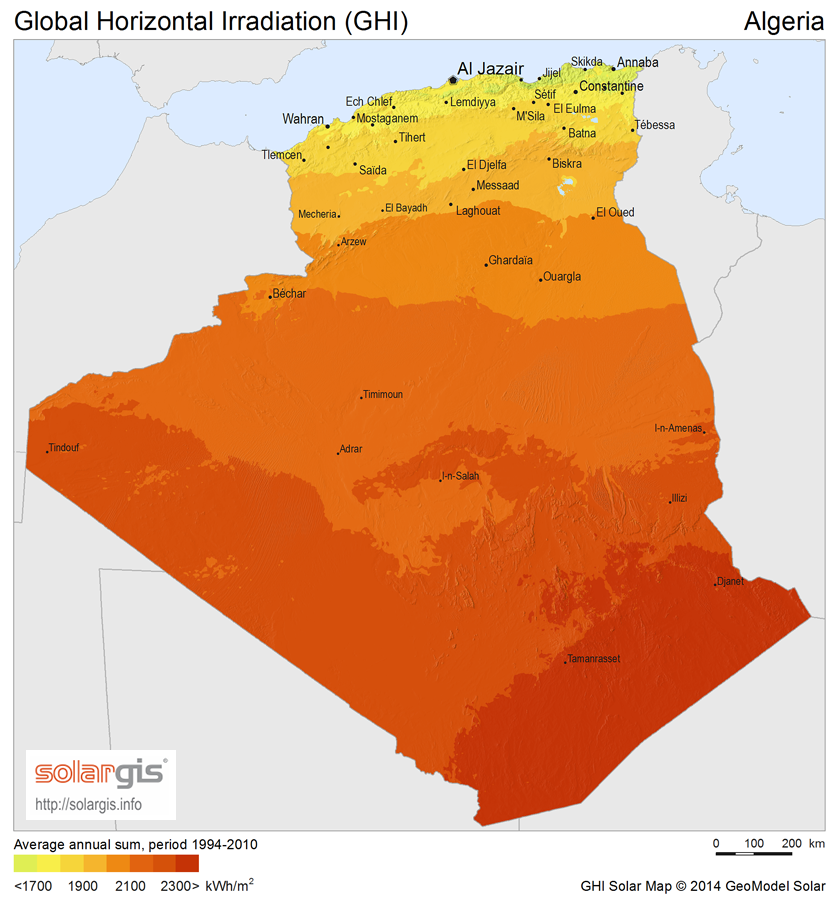
معدل الإشعاع الشمسي في الجزائر

تمتلك الجزائر إمكانات تقنية واقتصادية جيدة نوعا ما لإستغلال الطاقة الشمسية في منطقة الشرق الأوسط وشمال أفريقيا فهي تتعرض لحوالي 170 تيرا واط سنويا.
في عام 2011 شرعت الجزائر في بناء أول محطة للطاقة الشمسية في منطقة حاسي الرمل. تنتج هذه المحطة المركبة ما يقارب من 25 ميجاوات مقترنة مع توربينة غاز تنتج ما يقارب من 130 ميجاوات. بالإضافة إلى ذلك، بدأت الجزائر في عام 2011 في العمل ببرنامج وطني لتطوير الطاقة المتجددة وخصوصا الخلايا الشمسية(PV)، أنظمة الطاقة الشمسية المركزة (CSP)، توربينات الرياح.
يهدف البرنامج إلى إدخال 12 جيجاوات إلى الشبكة من الطاقة المتجددة فقط بحلول عام 2030.